# Divers Alert Network

Logo della DAN Europe

Il Divers Alert Network (DAN) è una fondazione senza fini di lucro che assiste i subacquei in difficoltà tramite una rete internazionale di centrali d'allarme e di soccorso e conduce ricerche scientifiche relative all'attività subacquea.

## Storia
DAN America nacque nel 1983 negli Stati Uniti d'America al Duke University Medical Center - prima conosciuto come Diving Accident Network – sotto la guida del prof. Peter Bennett, per poi espandersi a livello internazionale, su iniziativa di vari medici e docenti universitari che si erano resi conto della necessità di approntare strutture mediche specifiche per la cura delle emergenze in cui i sub potevano incorrere. Fondato in Italia ed in Europa nel 1983 come International Diving Assistance (IDA) dal dr. Alessandro Marroni, DAN Europe è stato il primo servizio di assistenza per le emergenze subacquee, attivo 24h/24 e strutturato come organizzazione senza scopo di lucro, ad offrire fin dall'inizio delle formule assicurative specifiche.
Nel 1984, il dr. Des Gorman e il dr. Fred Gilligan hanno dato inizio, in Australia, al Diver Emergency Service (DES).
Nel 1987, in Giappone, è stato creato il Civil Alert Network (CAN) per assistere le emergenze subacquee, sotto la guida del prof. Yoshihiro Mano, della Tokyo Medical School University.
Le quattro organizzazioni, pur individualmente e non ancora in collaborazione, miravano a dare servizi simili di hotline per le emergenze subacquee, attiva 24h/24, e di consulenza medica continua per le questioni non urgenti. In caso di incidente subacqueo, specialisti in medicina iperbarica e subacquea sarebbero stati pronti ad assistere l'infortunato e consultarsi con il personale dei servizi di emergenza locali, per coordinare l'evacuazione medica e il trattamento, garantendo la miglior cura possibile. C'erano anche altri obiettivi perseguiti quasi analogamente dalle quattro organizzazioni, con risultati sorprendentemente simili, come la raccolta sistematica dei dati legati agli incidenti subacquei per l'elaborazione periodica di report statistici.
Negli anni si faceva sempre più chiara la necessità di un'organizzazione internazionale, che assistesse i subacquei in qualsiasi parte del mondo si immergessero. Così, durante un meeting all'Headquarters del DAN America, Durham, N.C., Stati Uniti, nel 1991, ha avuto inizio il processo di formazione dell'International DAN (IDAN). Le quattro organizzazioni preesistenti hanno deciso di adottare il nome comune DAN, acronimo di Divers Alert Network, dando origine a DAN Europe, DAN Australia e DAN Japan, componenti dell'IDAN, insieme al DAN America. Il DAN Southern Africa si è unito agli altri nel 1996.
Il DAN opera tramite un network internazionale di centrali d'allarme specializzate per l'attività subacquea. Il personale medico è formato appositamente per soccorrere i subacquei in difficoltà e si appoggia ad una rete di specialisti in medicina iperbarica. La gestione dell'emergenza e le procedure di raccolta dati sono standardizzate a livello di International DAN (IDAN). Una lista di oltre 500 centri iperbarici è tenuta sotto costante controllo e aggiornamento dall'IDAN in tutto il mondo.
Le cinque principali centrali d'allarme attive 24h/24, 7 giorni su 7, sono in:
- Australia
- Europa
- Giappone
- Stati Uniti
- Sud Africa

Nel territorio gestito dal DAN Europe, è attiva una rete di centrali d'allarme regionali, a seconda delle aree linguistiche, sotto il controllo di medici specialisti che lavorano in coordinazione con la Hotline del DAN Europe ed il Network dell'IDAN.
Per garantire sempre il miglior servizio di assistenza, soprattutto nelle zone remote ed isolate, il DAN si appoggia a diversi servizi di assistenza medica e recupero internazionali. In questo modo DAN assicura ai suoi iscritti, in ogni circostanza, non solo il miglior trattamento medico-iperbarico possibile, ma anche un adeguato recupero ed eventuale rimpatrio per le emergenze mediche.
DAN conduce studi e ricerche per rendere l'attività subacquea sempre più sicura:
- Rilevazione ed analisi delle microbolle circolanti;
- Velocità di risalita e decompressione;
- Indagine sulle cause degli incidenti subacquei;
- Malformazioni cardiache congenite e rischio di MDD, tra cui il forame ovale pervio;
- Asma, diabete ed immersione;
- Fisiologia dell'apnea;
- Ipotermia ed immersione;
- Cefalea ed immersione;
- Alterazioni ematologiche in immersione;
- Disabilità ed immersione;
- Fisiopatologia dell'immersione con rebreathers.

## Procedura d'attivazione
Quando le centrali d'allarme del DAN Europe ricevono una richiesta di soccorso, ecco cosa succede:
1. La Centrale Nazionale è contattata (se esistente), quando il subacqueo è nel suo paese d'origine; il caso è gestito localmente seguendo il protocollo DAN Europe standard.
2. Quando il subacqueo è all'estero viene contattata la Hotline Centrale del DAN Europe.
3. Un subacqueo che chiama dall'estero è immediatamente messo in contatto, via conferenza telefonica, se possibile, con un medico specialista DAN della stessa lingua/nazione, così da evitare le difficoltà linguistiche e mettere il paziente a proprio agio.
4. In questi casi, se l'incidente avviene in un'area dove è presente una Centrale DAN Nazionale, spetterà ad essa gestire il caso in collaborazione con la Hotline Centrale del DAN Europe e lo specialista della Centrale Nazionale.
5. Nei casi in cui l'incidente avviene in paesi dove non è presente una Centrale Nazionale, l'emergenza è gestita direttamente dalla Hotline Centrale del DAN Europe.
Viene inoltre fornita consulenza per tutto quanto riguarda la medicina subacquea, la ricerca e l'aggiornamento sanitario. Viene poi distribuito agli associati una pubblicazione periodica informativa con tutti gli ultimi studi e ricerche e relazioni e rapporti di incidenti subacquei, terapie prestate e relativi consigli di prevenzione e metodologie di eventuale intervento. Viene fornita una serie di servizi assicurativi a tutta copertura per tutte le attività subacquee sportive e professionali, comprese spese mediche e trasporti di emergenza. Per istruttori e guide viene inoltre assicurata la copertura per responsabilità civile contro terzi e assistenza legale in caso di controversie legate ai servizi forniti.